# Ulrich Hopp (Astronom)
Ulrich Hopp ist ein deutscher Astronom und Asteroidenentdecker. Er entdeckte am 8. Februar 1992 zusammen mit Kurt Birkle den Asteroiden (5879) Almeria.

## Karriere
Hopp arbeitet an der Universitätssternwarte München und ist seit Februar 2005 der Leiter des Wendelstein-Observatoriums.